# Dyscarnate
Dyscarnate ist eine englische Death-Metal-Band aus Horsham, die im Jahr 2004 gegründet wurde.

## Geschichte
Die Band wurde im Jahr 2004 gegründet. Anfangs spielte sie einige lokale Konzerte und bereitete Lieder für das erste Demo vor, das im Jahr 2006 veröffentlicht wurde. Mit Annihilate to Liberate veröffentlichte die Band im Jahr 2008 ihre erste EP. Dadurch erreichte die Band einen Vertrag bei Siege of Amida Records für Europa und Candlelight Records für die USA und Kanada. Darüber veröffentlichte die Band ihr Debütalbum Enduring the Massacre. Das Album wurde in den Foel Studios von Chris Fielding (Primordial, Napalm Death) produziert. Danach folgten Auftritte zusammen mit Cephalic Carnage, Psycroptic, Despised Icon und The Black Dahlia Murder. Im Februar 2012 erfolgte die Veröffentlichung des zweiten Albums And So It Came to Pass, wiederum von Chris Fielding produziert.

## Stil
Die Band spielt eine aggressive Form des Death Metal, wobei Einflüsse von Bands wie Dying Fetus oder Behemoth hörbar sind.

## Diskografie
- 2006: Demo 2 (Demo, Eigenveröffentlichung)
- 2008: Annihilate to Liberate (EP, Eigenveröffentlichung)
- 2010: Enduring the Massacre (Album, Siege of Amida Records (Europa), Candlelight Records (USA/Kanada))
- 2012: So It Came to Pass (Album, Siege of Amida Records)
- 2017: With All Their Might (Album, Unique Leader Records)